# Hafez Ibrahim
Hafez Ibrahim (en arabe: حافظ إبراهيمi, Ḥāfiẓ Ibrāhīm) (1872- 31 juillet 1932) est un poète égyptien surnommé « Le poète du Nil » (en arabe : شاعر النيل).

## Biographie
De père égyptien et de mère turque, morts quand il avait 4 ans, Hafez Ibrahim vécu avec son oncle ingénieur, à Tanta.
Entré à l'Académie militaire d'Égypte, il en sort sous-lieutenant en 1891. Il sert au Soudan sous les ordres de Horatio Herbert Kitchener pendant cinq ans.
Il démissionne de l'armée, rentre au Caire et devient, de 1911 à 1932, chef de la section littéraire de Dâr Al-Kutub, la Bibliothèque nationale égyptienne.
Il fut l'inspirateur, avec Ahmed Chawqi, de l'une des deux écoles qui contribuèrent au renouveau de la poésie arabe, l'école néo-classique (par opposition à l'école moderniste de Khalil Mutran et de Abdel Rahman Shokry (en)),

## Œuvres
- Fifty Poems of Hafiz, texts and translations collected, introduced and annotated by Arthur John Arberry, Routledge, 1995,  (ISBN 9780700702756) (première édition Cambridge University Press, 1937
- Traduction de Les Misérables de Victor Hugo, 1903[5]